# ジョン・ヘンリー・トワックトマン
ジョン・ヘンリー・トワックトマン（John Henry Twachtman、1853年8月4日 - 1902年8月8日）は、アメリカ合衆国の画家である。印象派に影響を受けた風景画を描いた。

## 略歴
オハイオ州のシンシナティに生まれた。シンシナティの美術教師、フランク・ドゥフェネク(1848-1919)の弟子の一人となった。1875年から1877年の間、師のドゥフェネクとドイツに渡り、ミュンヘン美術院に入学した。その後ドゥフェネク、ウィリアム・メリット・チェイスとヴェネツィアに滞在した。
1878年にアメリカに帰国し、ニューヨークやシンシナティの海岸の風景などを描いた。1880年に、今度はフィレンチェに滞在しているドゥフェネクの元へ旅した。しばらくイギリス、オランダを旅し、アメリカの画家、ジュリアン・オールデン・ウィアーやオランダの画家アントン・モーヴと知り合い、彼らの影響を受けた。1883年から1885年の間はパリの私立の美術学校、アカデミー・ジュリアンで学んだ。1885年にオランダにしばらく滞在した後、1886年に最終的にアメリカに帰国し、友人となったウィアーやデンマーク出身の画家、エミール・カールセンと、共に仕事をした。1889年からコネチカット州のグリニッジのコスコブ(Cos Cob)に住むようになり、トワックトマンの友人の画家たちが、そこを訪れるようになり、サマー・スクールをコスコブで開いたことによって「コスコブ芸術コロニー」（Cos Cob Art Colony）と呼ばれる画家グループが形成された。
1897年にフレデリック・チャイルド・ハッサム、ウィアーとともに新しい美術家集団「テン・アメリカン・ペインターズ」の結成を推進し、「テン・アメリカン・ペインターズ」の展覧会は好評であったが、1902年に急死した。49歳であった。

## 作品

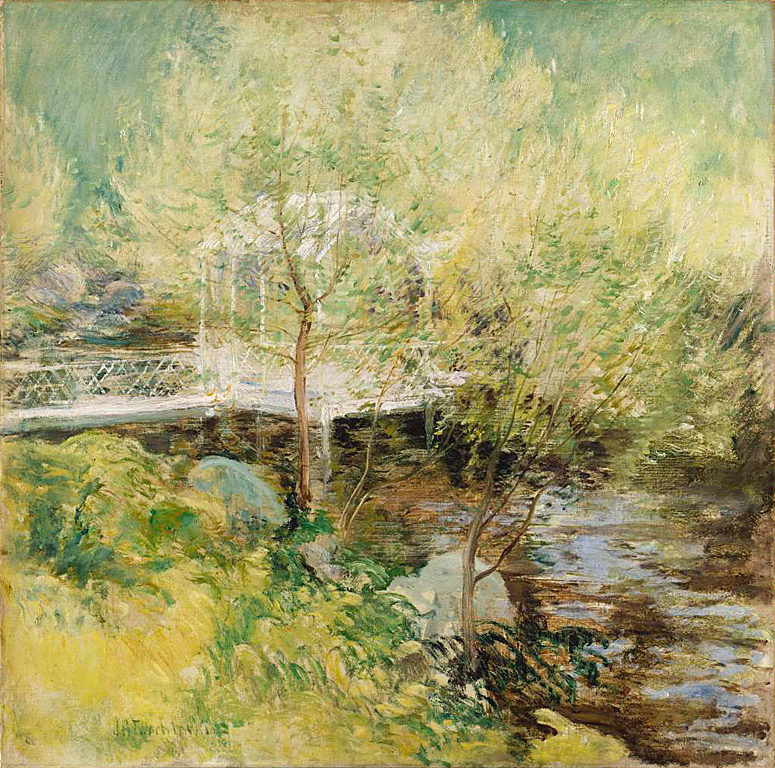
The White Bridge
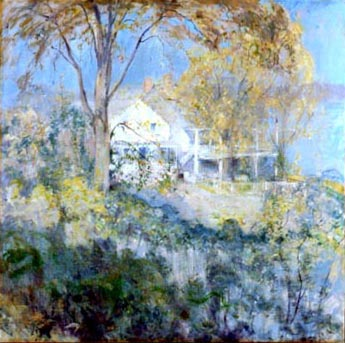
October
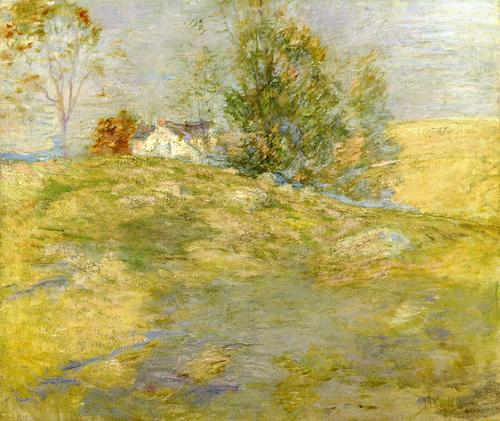
Artists Home in Autumn
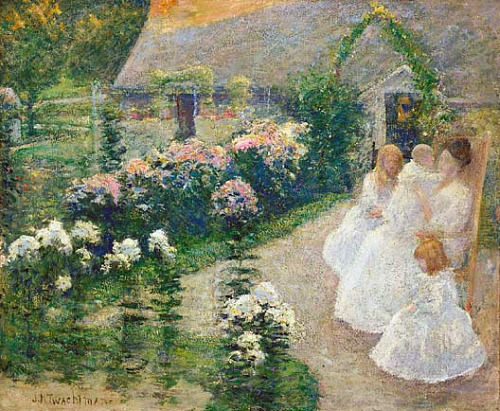
On the Terrace
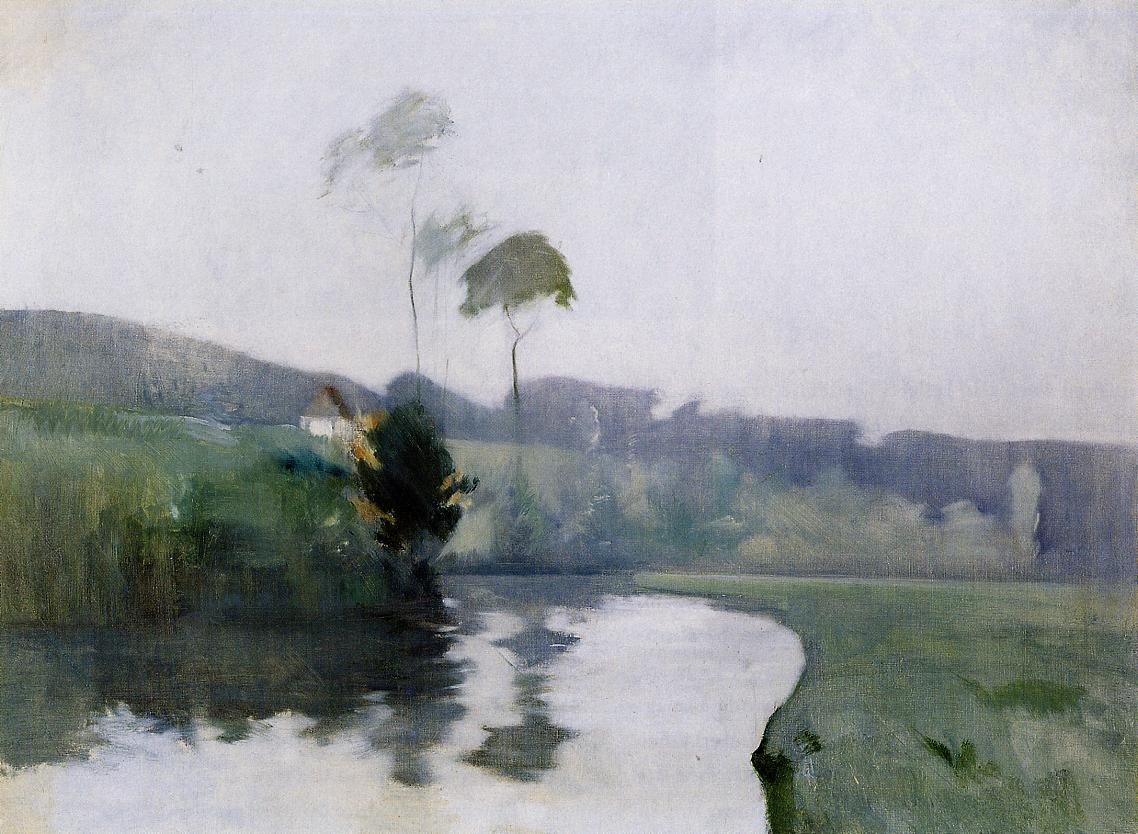
Springtime
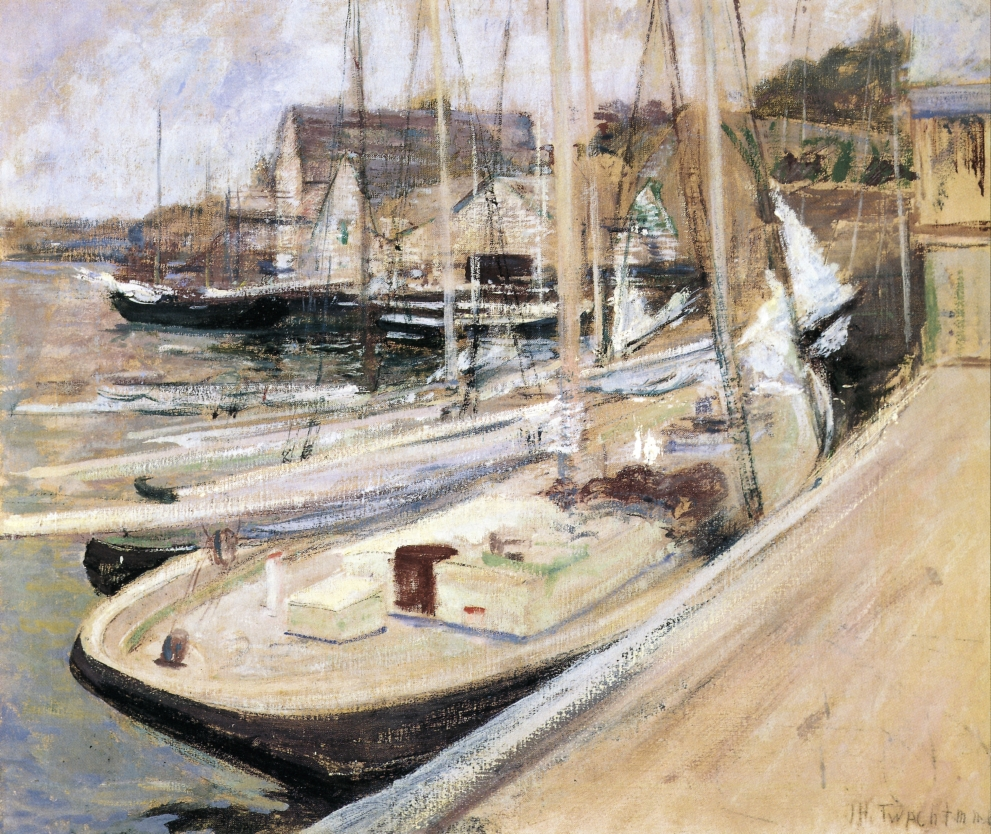
Fishing Boats at Gloucester
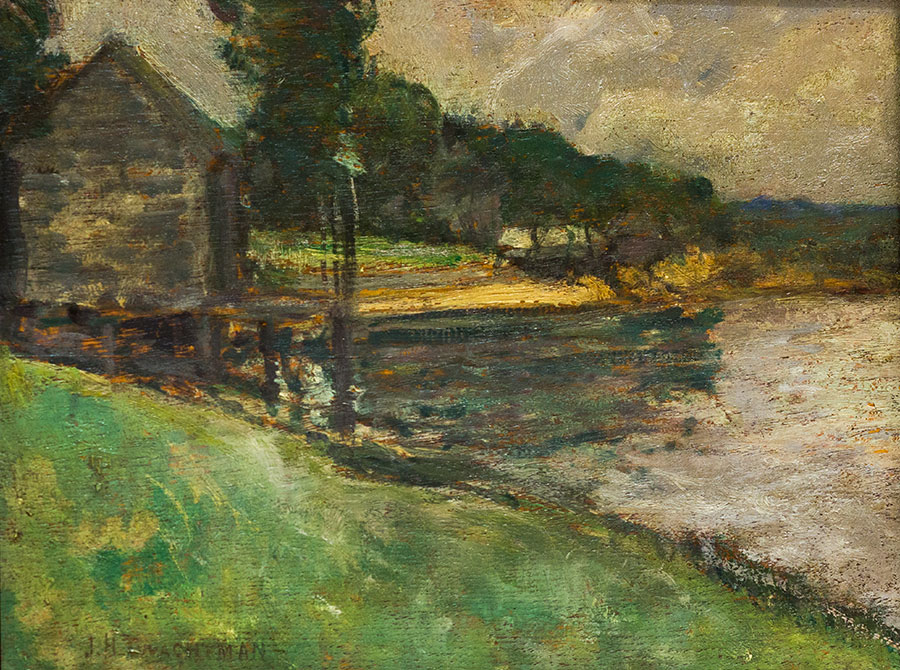
Landscape
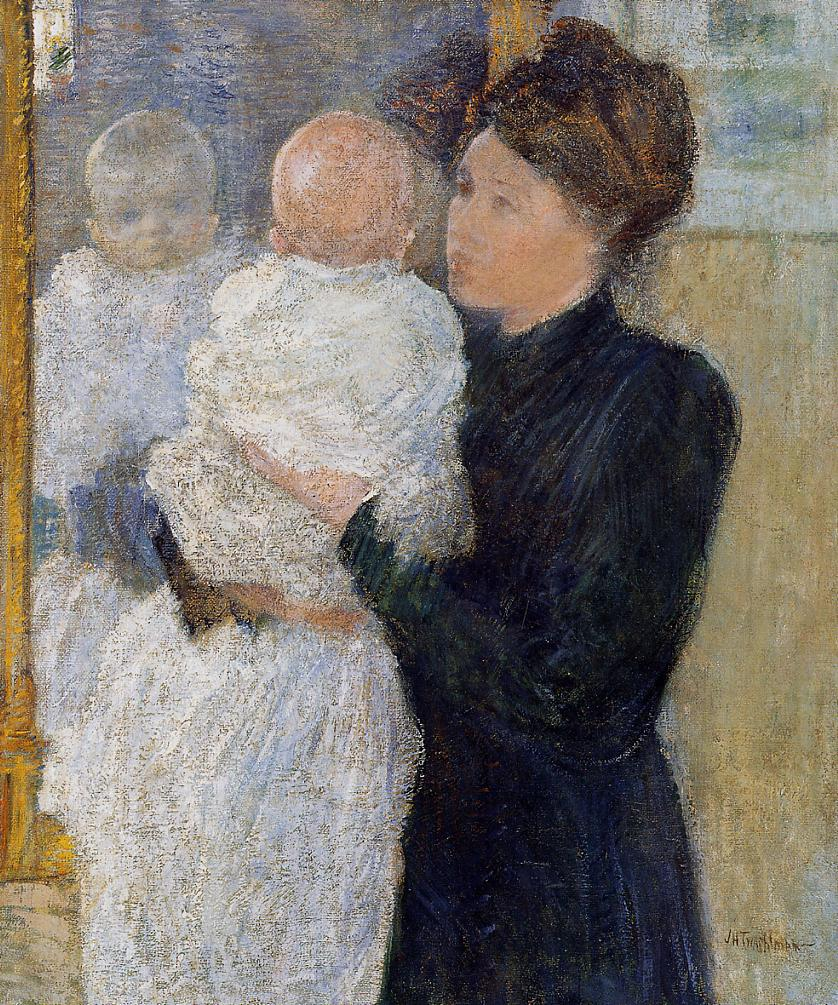
Mother and Child